# Асташенко Каспар Янович
Каспар Янович Асташенко (латис. Kaspars Astašenko, рос. Каспар Янович Асташенко; 7 лютого 1975, Рига, СРСР — 20 листопада 2012, Рига, Латвія) — латвійський хокеїст, захисник. 
Виступав за ХК «Венденієкі», «Пардаугава» (Рига), ЦСКА (Москва), «Цинциннаті Сайклонс» (ІХЛ), «Дейтон Бомберс» (ECHL), «Детройт Вайперс» (ІХЛ), «Лонг-Біч Айс-Догс» (ІХЛ), «Тампа-Бей Лайтнінг», «Спрингфілд Фелконс» (АХЛ), «Лоуелл-Лок Монстерс» (АХЛ), ХК «Рига 2000», «Ільвес» (Тампере), ХК «Есб'єрг», ХК «Огре», «Хімік» (Воскресенськ), ГПК Гямеенлінна, «Слован» (Братислава), ХК «Ріттен» та «Бейбарис» Атирау.
У складі національної збірної Латвії учасник зимових Олімпійських ігор 2002, учасник чемпіонатів світу 2001 і 2006. У складі молодіжної збірної Латвії учасник чемпіонатів світу 1994 (група C) і 1995 .
Чемпіон Фінляндії (2006).